# Fair
Pour les articles homonymes, voir Fair (homonymie).
 (mars 2025).
Fair, anciennement Finansol, est une association française dont l'objet est la promotion de l’épargne solidaire et la finance solidaire.

## Histoire

### Finansol
L'association Finansol, pour « Finance Solidaire », est fondée en mai 1995 pour répondre au manque de notoriété de la finance solidaire. Pour s'assurer que les dépôts sur un placement dit "solidaire" soient véritablement fléchés vers un projet d'utilité sociale et/ou environnementale, Finansol décide en mai 1997 de mandater un comité d’experts indépendant issus de la société civile pour créer le label Finansol. Le comité définit collégialement les critères de certification, dont la solidarité et la transparence, qui font toujours partie des critères actuels.
En novembre 2003, Finansol lance en Provence-Alpes-Côte d’Azur, la première campagne régionale lors de la Semaine de l’épargne solidaire. En 2008, cette opération devient nationale. En 2009, elle change de nom pour devenir la « Semaine de la finance solidaire ».
En 2003, Finansol publie le premier Baromètre de la finance solidaire, en partenariat avec le journal La Croix et l'Ipsos.
En 2008, dans le cadre de la loi de finances, Finansol propose d’encourager l’épargne de partage,. Entendu par les pouvoirs publics, un amendement est adopté en janvier, accordant un prélèvement libératoire à taux réduit de 5 % appliqué aux intérêts et aux dividendes de l’épargne solidaire de partage. Le 4 août de cette même année, la loi de modernisation de l’économie en faveur de l’épargne solidaire, dans la continuité de la Loi Gayssot de 2003, prolonge l’obligation de présentation d’au moins un fonds solidaire, au-delà des Plan d'épargne pour la retraite collectif (PERCO) et PERCOI, dans tous les dispositifs de plan d'épargne entreprise (PEE) et interentreprises (PEI). Applicable au 1er janvier 2010, cette loi va permettre à l’épargne salariale solidaire de devenir l'encours majoritaire de l’épargne solidaire dès 2013.
En novembre 2010, Finansol et le journal Le Monde collaborent en créant les Grands Prix de la finance solidaire organisée en partenariat avec France active, la Fondation Crédit Coopératif, la Carac Amundi et France 3,. Organisés pendant la Semaine de la finance solidaire, ces prix récompensent des entrepreneurs remettant l’Homme au cœur de l’économie, selon quatre catégories (Activités écologiques, Innovation sociétale, Lutte contre l’exclusion et entrepreneuriat dans les pays en développement). Depuis 2013, les internautes peuvent participer en décernant le prix « Coup de cœur du public »,.

L'adoption en 2014 de la loi relative à l’économie sociale et solidaire affine les conditions d'accès aux financements de l'épargne solidaire. Composée historiquement des associations, des mutuelles et des coopératives, l'ESS recouvre depuis les sociétés commerciales qui jouent un rôle d'« utilité sociale ». La loi rénove l’agrément « entreprise solidaire » en introduisant la reconnaissance de l’utilité sociale et environnementale avec l'Agrément « Entreprise solidaire d'utilité sociale » (ESUS).

Agrément « entreprise solidaire »
Agrément « Entreprise solidaire d'utilité sociale » (ESUS)

En 2015, l'association fête ses 20 ans et organise le Festival de la finance solidaire. Des animations et des ateliers autour de la finance solidaire ainsi que des concerts sont organisés au Cabaret Sauvage à Paris.

### Fair
En juin 2021, l'association Finansol et le laboratoire d’innovation sur l’impact (l'iiLab) fusionnent pour devenir FAIR. L'association fédère des acteurs de la finance à impact social en France et devient un pôle d’expertise français dans ce domaine à l’international,. 
Début 2023, Fair compte plus de 130 membres et près de 20 salariés[réf. nécessaire]. 

## Label

### Critères d'attribution
Pour se voir attribuer le label Finansol, un placement doit réunir deux critères.  
- Il doit financer des projets solidaires, avec, au moins 5 à 10 % de l'encours de l'épargne contribuant à financer une activité économique solidaire dans le secteur de l'emploi, du logement, de l'environnement ou de la solidarité internationale. Ou alors, qu'au moins 25 % du revenu de l'épargne soit versé sous forme de don à des organismes de solidarité (associations, ONG...). Le don de l'épargnant doit être récurrent, avec une fréquence a minima annuel[1].
- L'organisme gestionnaire de l'épargne doit, quant à lui, promouvoir auprès des épargnants, l'épargne solidaire, au moins annuellement[1].

### Avantages
La labellisation permet aux épargnants, de bénéficier d'avantages fiscaux spécifiques, tel que la défiscalisation des dons aux organismes solidaires à hauteur de 66 %, ainsi qu'une baisse de 19 % à 5 % du taux forfaitaire d'impôt sur les intérêts des placements donnés.

## Identités visuelles

### Association

Logo de l'association
Ancien logo de l'association Finansol
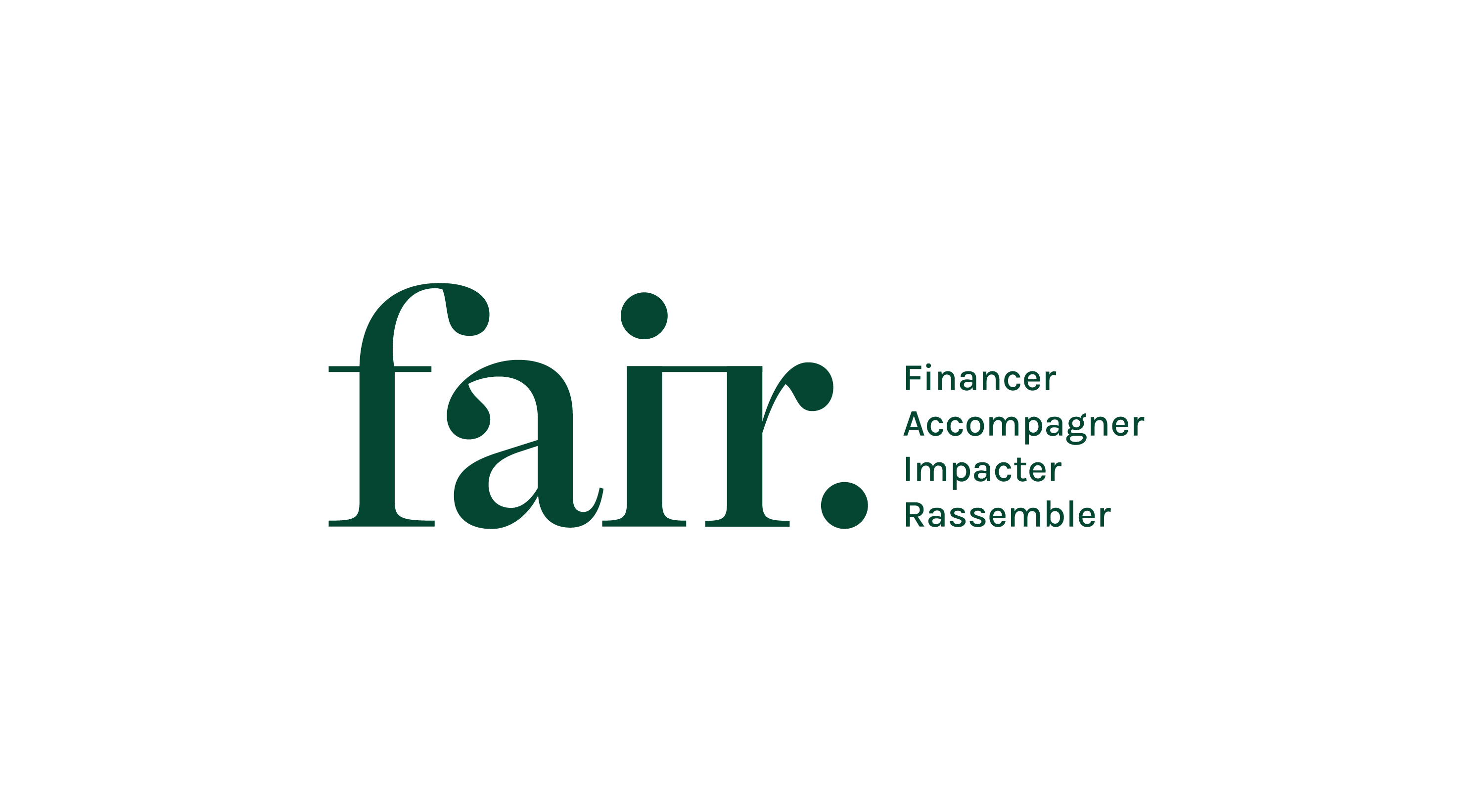
Nouveau logo de Fair depuis juin 2021

### Label
Le label Finansol est créé en 1997 pour distinguer les produits d’épargne solidaire des autres produits d’épargne auprès du grand public. Fin 2022, 180 produits d’épargne solidaire étaient labellisés Finansol[réf. nécessaire].

Logo du Label Finansol
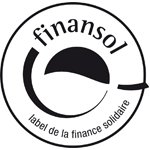
Ancien logo du Label Finansol
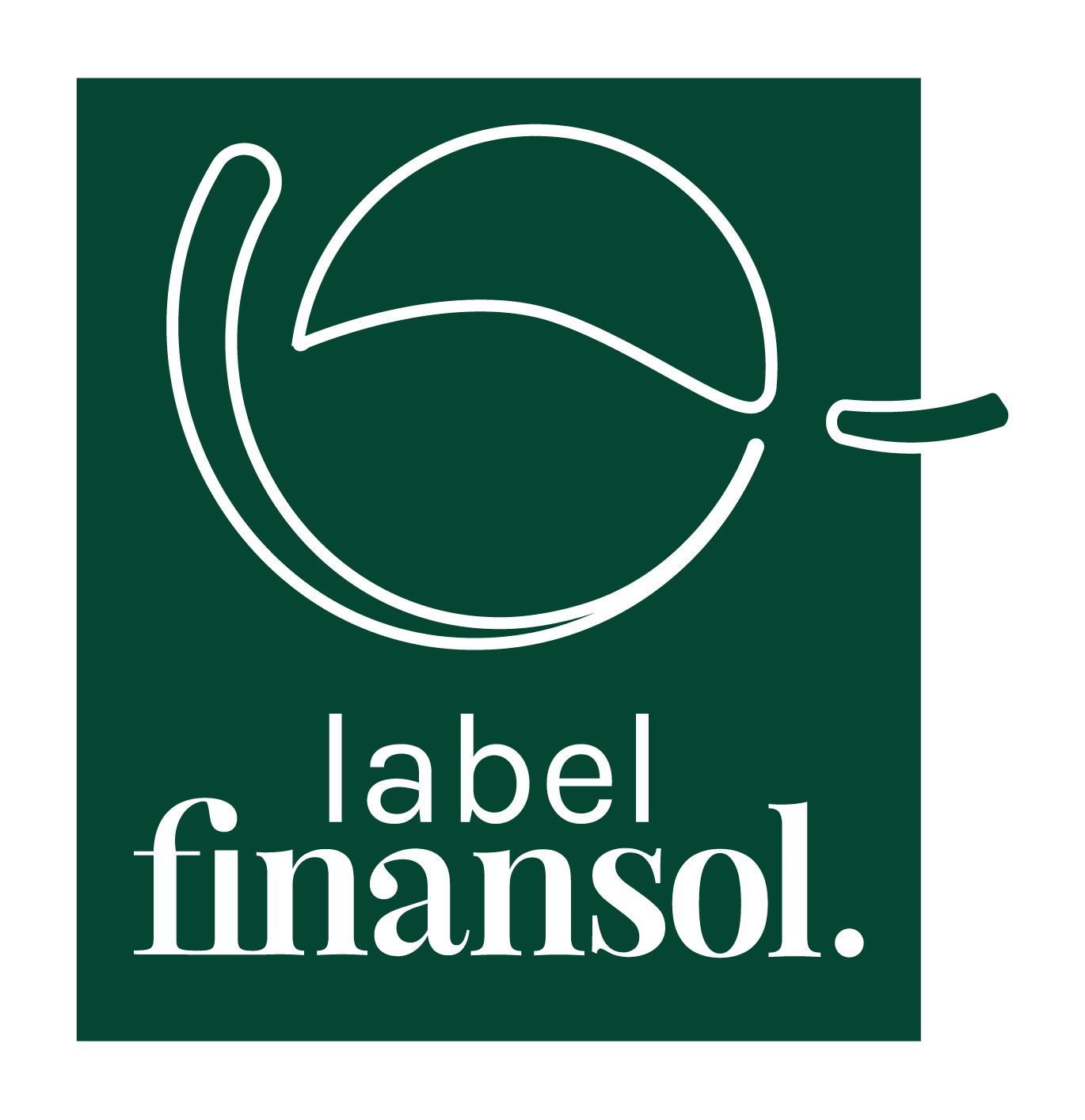
Nouveau Logo du Label Finansol